# 5756 Wassenbergh
5756 Wassenbergh este un asteroid din centura principală, descoperit pe 24 septembrie 1960, de Cornelis van Houten și Tom Gehrels.